# Гребнепалый тушканчик
Гребнепалый тушканчик (лат. Paradipus ctenodactylus) — единственный вид из рода гребнепалых тушканчиков семейства тушканчиковые.

## Распространение
Населяет песчаные пустыни Средней Азии и Северного Ирана. В Средней Азии встречается на территории всех Каракумов, а также в западной, центральной и юго-западной части Кызылкумов.
За пределами Средней Азии единственное документированное указание относится к территории Туранского биосферного заповедника в Северном Иране.
Гребнепалый тушканчик обитает исключительно по участкам сыпучих песков с полностью отсутствующим или слабо развитым травяным покровом.

## Внешний вид
Животное средних размеров. Половой диморфизм не выражен. Средняя длина тела — 154,2 мм, длина хвоста — 202,5 мм. Масса тела — 147,7 г.
Тело короткое, хвост длинный (в 1,3 раза длиннее тела). Голова относительно крупная. Шейный перехват выражен слабо. Мордочка умеренно удлинённая. Пятачок большой, хорошо выражен. Уши большие. Хвост не утолщен, с хорошо развитым знаменем. Когти на передних конечностях острые и длинные. Задние конечности трёхпалые с пальцами почти одинаковой длины
. Подушечки развиты слабо, на дольки не разделены.
Волосяной покров густой и мягкий. Голова и спина, а также наружная поверхность бёдер покрыты песчано-жёлтым мехом, с очень слабо развитой продольной тёмной струйчатостью. Бока тела также песчано-жёлтого цвета, но светлее верха. Кольца вокруг носа и глаз, губы, горло, грудь, брюхо, внутренние поверхности бёдер чисто-белого цвета. У некоторых самцов на горле присутствует крупное охристое пятно. Щётка на ступне чисто-белая или желтоватая. Стержень хвоста покрыт короткими волосами. Верх и бока хвоста имеют песчано-охристый окрас, а низ — чисто-белый. На конце хвоста имеется кисточка, конец которой белый, а основная часть — пепельно-серая.
Диплоидное число хромосом — 48, число плеч аутосом — 90.

## Образ жизни
Активность зверьки проявляют с наступлением сумерек, примерно через 20-50 минут после захода солнца. В спокойном состоянии передвигаются двуногим бегом шириной 16-24 см с попеременной опорой на правую и левую конечности. Длина прыжка гребнепалого тушканчика может достигать 3 м, а максимальная скорость — 8,8 м/с. Быстрому передвижению по рыхлому песку способствуют морфологические особенности зверьков, в том числе, сильно удлинённые пальцы задней конечности, наличие длинной щётки из прямо стоящих волос на нижней поверхности пальцев задних конечностей.
День проводят в норах, которые обычно располагаются на склонах голых, часто подвижных барханов. Норы делятся на три типа: временные, выводковые и зимовочные.
Зимой впадают в очень короткую спячку. Спячка начинается, как правило, с систематическими заморозками и исчезновением плодов белого саксаула, пробуждение — с началом вегетации саксаула.
Строгий зеленояд. Весной и летом основу рациона гребнепалых тушканчиков составляют вегетативные части кустарников и в меньшей степени — их цветы. Осенью в рационе появляются семена.

## Размножение
В Каракумах гребнепалые тушканчики размножаются только весной (беременные самки тут были пойманы в апреле), в западных Кызылкумах — весной (с апреля по начало июня) и летом (вторая половина июля). В выводке 2-3 детёныша. У самки 4 пары сосков.